# 岡崎文吉
岡崎文吉（おかざき ぶんきち、1872年（明治5年）- 1945年（昭和20年））は日本の治水技術者。北海道庁の技師として、石狩川の治水計画の基礎を築いた人物。長男の岡崎一夫は自由法曹団団長を務めた弁護士。

## 経歴
岡山県に士族岡崎壽の長男として生まれる。岡山尋常中学校（現在の岡山県立岡山朝日高等学校）を経て、17歳と年齢をごまかし、15歳で札幌農学校工学科に1期生として入学。授業料免除で学資も給付される校費生として、「港湾工学の父」と称せられる広井勇のもとで学ぶ。卒業後は給費研究生となり、21歳の若さで札幌農学校助教授に就任。1896年（明治29年）、北海道庁の技師に任ぜられる。当時の北海道庁長官北垣国道は排水路を運河として活用することを意識しており、札幌・茨戸間運河（現在の創成川）、花畔・銭函間運河、幌向運河、馬追運河の設計と技術を担当した。1898年（明治31年）に北海道初の鉄橋として14代目豊平橋を架けた。
1898年（明治31年）の石狩川大洪水を受けて内務省が設置した北海道治水調査会の中心メンバーとなり、過去の洪水のデータや海外の治水事情を参考にして1909年（明治42年）、「石狩川治水計画調査報文」を提出した。この報告文では、蛇行する川の流れをそのまま生かしながら、水防林や堤防で護岸を補強し、放水路によって洪水調節を図ろうとするアメリカ方式の治水方法を採用した。この自然を生かした治水方法を、岡崎は自ら「自然主義」と称した。
1910年（明治43年）に石狩川治水事務所長に就任し、生振と対雁を結ぶ放水路事業に着手するも、予想を超える泥炭地による難工事と財政難に悩まされた。1914年（大正3年）、工学博士。1918年（大正7年）に岡崎は石狩川治水事務所を去って、内務省土木局技術課に異動となる。この異動については、1917年（大正6年）に内務省から派遣された内務技官・沖野忠雄がフランス流の捷水路（河川ショートカット）方式の採用者であったため岡崎と対立し、論争に敗れた結果であるとする説が高橋裕などによって唱えられている。しかし品川守らは、捷水路方式への変更は、「大正5年度石狩川治水事業施工報文」に記された通り、すでに、1917年（大正6年）岡崎が主導して、緊急的・応急的な対策から“根本的な”計画に移行したもの（岡﨑曰く「本河治水計画改善の一なり」（「殖民公報第79号」））であるとしており、そもそも岡崎と沖野が直接議論を交わしたとする根拠すら見つかっていないとしている。
1920年（大正9年）には満州の「遼河工程司」の第2代所長に就任し、遼河の治水に献身した。当初は3年の任期であったが、満州国建国により遼河工程司が解散される1933年（昭和8年）まで、13年間にわたって務めることになる。その前年に発生した松花江洪水によるハルピン市の水害についての調査を、満鉄経済調査会顧問として満鉄総裁に上梓した。鴨緑江の電源開発調査中に無理をして肺結核を患い、大連市星ヶ浦で療養した後に、1934年（昭和9年）に帰国。茅ヶ崎の南湖院で闘病生活に入る。1945年（昭和20年）、茅ヶ崎に没する。
近代日本の河川治水は捷水路方式を基本としてきたが、岡崎の唱えた「自然を模範にし、組織的にかつ合理的に計画された工事を施す」とする「自然主義」に基づく治水方式は近年の環境保護思想の高まりとともに再評価され、2005年（平成17年）の千歳川河川整備計画にも盛り込まれた。そして、岡崎式河川改修の基礎技術である単床式ブロックは、石狩川下流部に改修を支えた痕跡としてみることができ、また、現在もミシシッピ川流域の護岸工事の主力として使われている。

## 栄典
- 1918年（大正7年）6月29日 - 従四位[7]
- 1926年（大正15年）12月15日 - 正四位[8]

## 著書
- 治水（1915年）
- 輓近ノ水力電気（1920年）

## 関連文献等
- STVラジオスペシャル 治水は永遠に 岡崎文吉物語 札幌農学校の魂を受け継いだ人達 (1999年) (STV-P9903D)